# Brennbergbánya
Brennbergbánya (németül: Brennberg) Sopron településrésze Győr-Moson-Sopron vármegyében, a Soproni járásban, mindössze 1 km-re Ausztriától.

## Fekvése
A Soproni-hegységben, Soprontól 12 km-re délnyugatra fekvő, alpesi jellegű falu.
A szétszórt szerkezetű település egy központi részből és több, kisebb-nagyobb távolságra álló épületcsoportból (telepből) áll. A telepek tulajdonképpen az egykori szénbánya aknái közelében épült bányászlakások.
A település részei:
- Brennberg (Soproni utca, Vasút sor, Hermesi út, Nyírfa utca, Rönkfa utca)
- Óbrennberg (Óbrennbergi út, Harang utca, Régi iskola sor, Sárgaház sor, Márta sor, Felső sor)
- Kuruckereszt-telep
- Borbála-telep
- Óhermes-telep
- Újhermes-telep

## Megközelítése
Sopronból és Ágfalváról erdei turistaúton gyalogosan, vagy a hegyek között kiépített műúton gépkocsin, kerékpárral, valamint a 3 és a 3Y jelű helyi járatú autóbusszal juthatunk el Brennbergbányára. (A 23-as busz 2023 és 2024 között közlekedett.) Az út Soprontól 200 métert emelkedik.
Mióta Magyarország csatlakozott a schengeni egyezményhez, Ausztria felől is elérhető kiépített műúton, Récény / Ilonaakna (Ritzing / Helenenschacht) községen keresztül.

## Nevének eredete

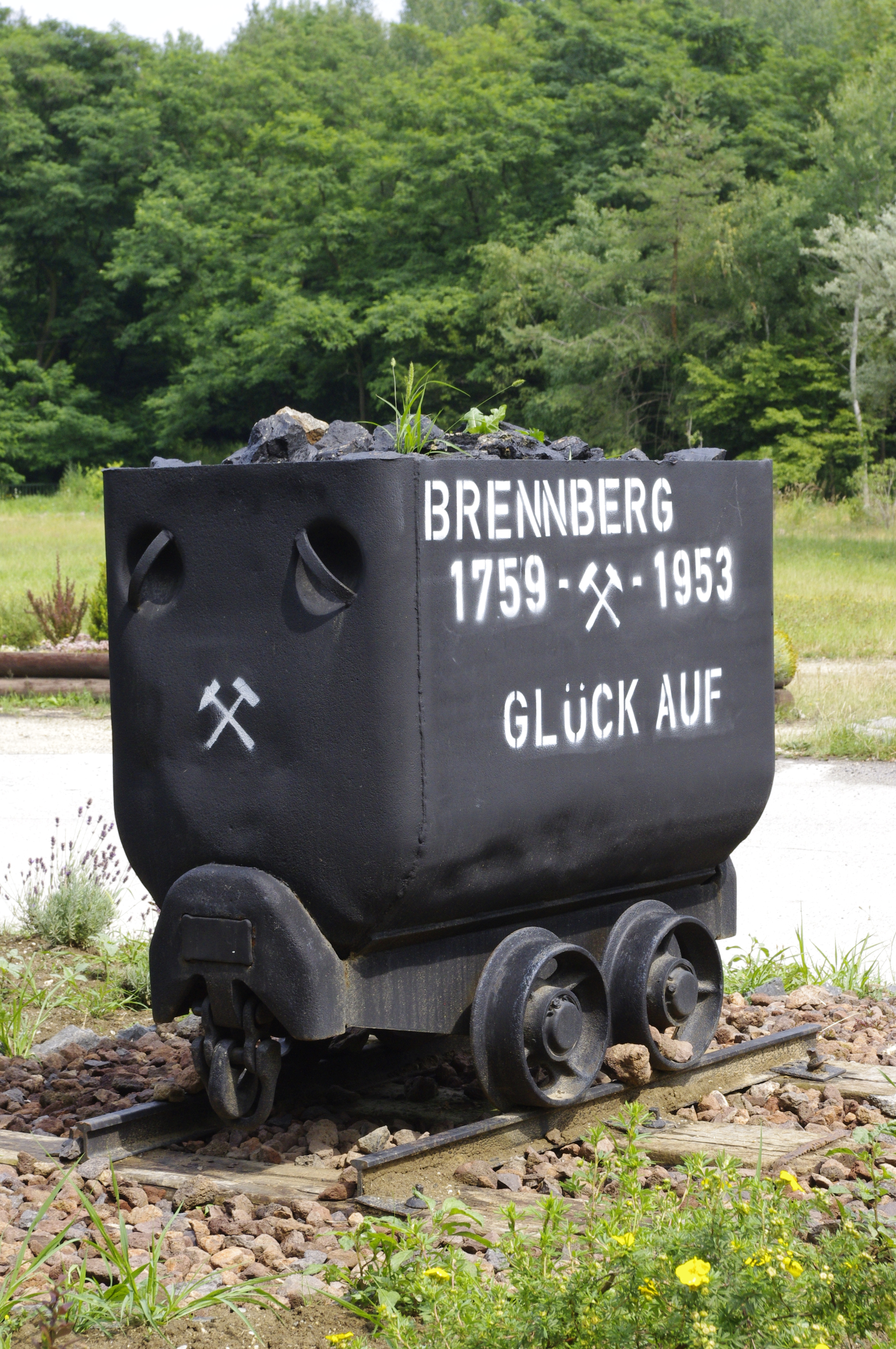
Bányászemlékmű (csille)

Az anyakönyvekben a 18. század második feléig „a soproni erdőben” (in silvis Soproniensis) megjelöléssel szerepelt a terület. A település neve 1793-ban lett hivatalosan Brennbergbánya. Azt mondja a bányászhagyomány, hogy Sopron környékén a kovácsok szénégetéssel állították elő műhelyük számára a faszenet. A szénégetők közül egy Rieger nevű kovács boksája sehogy sem akart elaludni, mert a boksát valószínűleg egy olyan elfedett kőszénkibúvás fölé telepíthette, amely az égést tovább táplálta, sőt emiatt a hegy is égni kezdett. Az égő hegy németül brennender Berg-et jelent, ebből születhetett népnyelvi csonkítással Brennberg, majd később magyar hozzáadással a Brennbergbánya. 1770 körüli időből datálódik ez a hír, onnan kezdve Sopron nyugati erdeiben a felszínhez közeli szénkibúvások fejtése indult el Brennbergen, a későbbi Brennbergbányán.

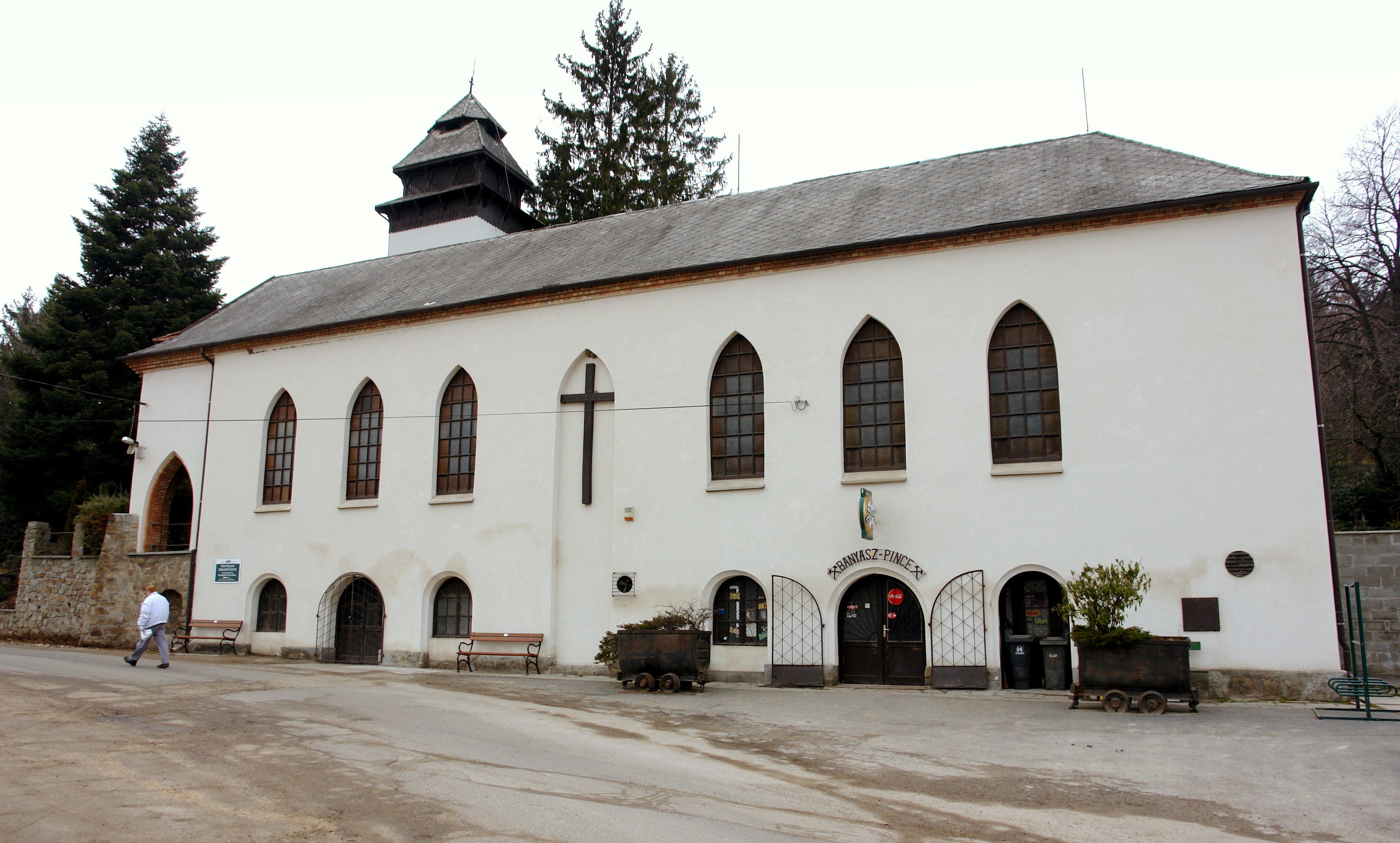
Brennbergbánya, a Bányásztemplom (Szent Borbála-templom)

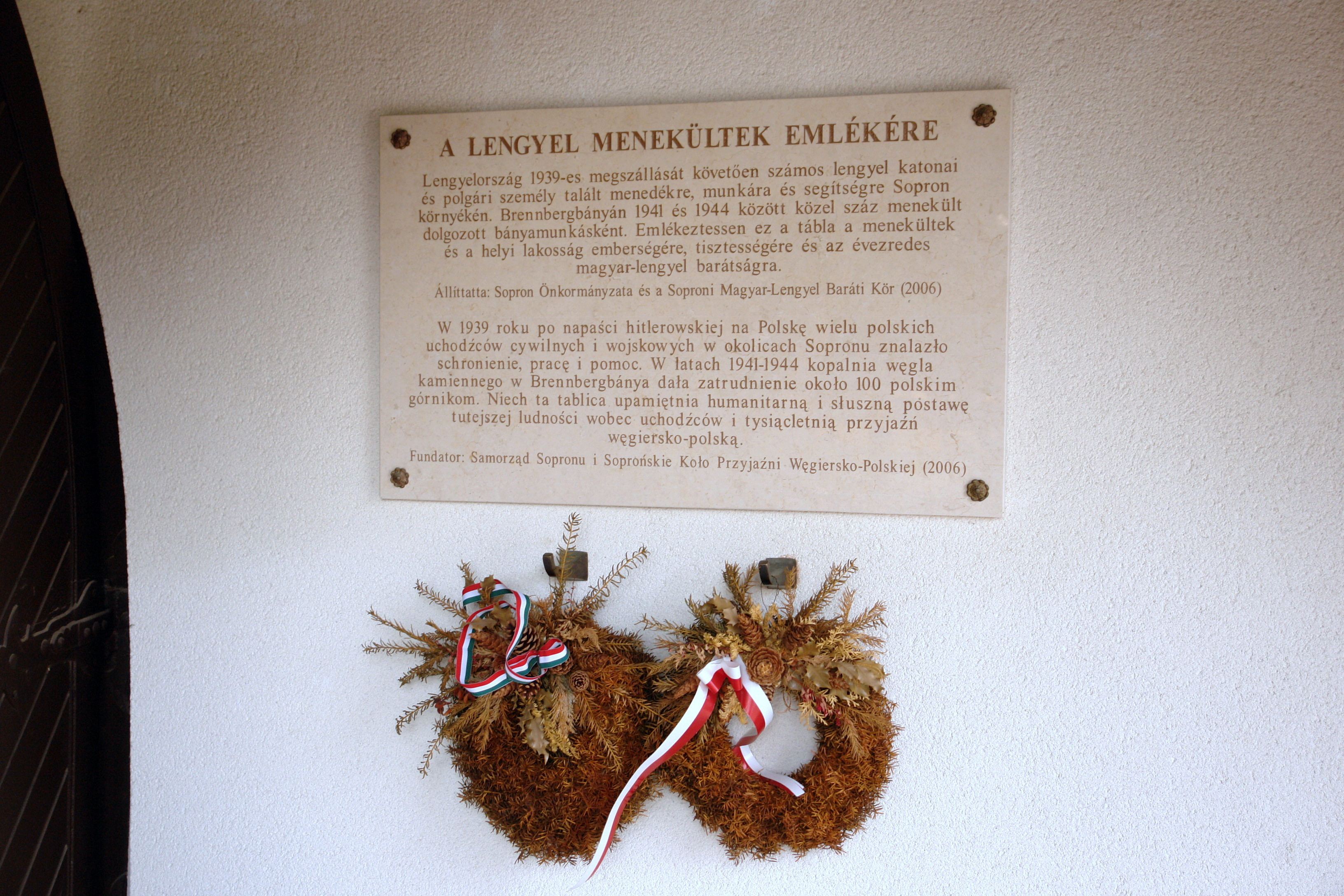
Brennbergbánya, emléktábla a Bányásztemplom bejáratánál

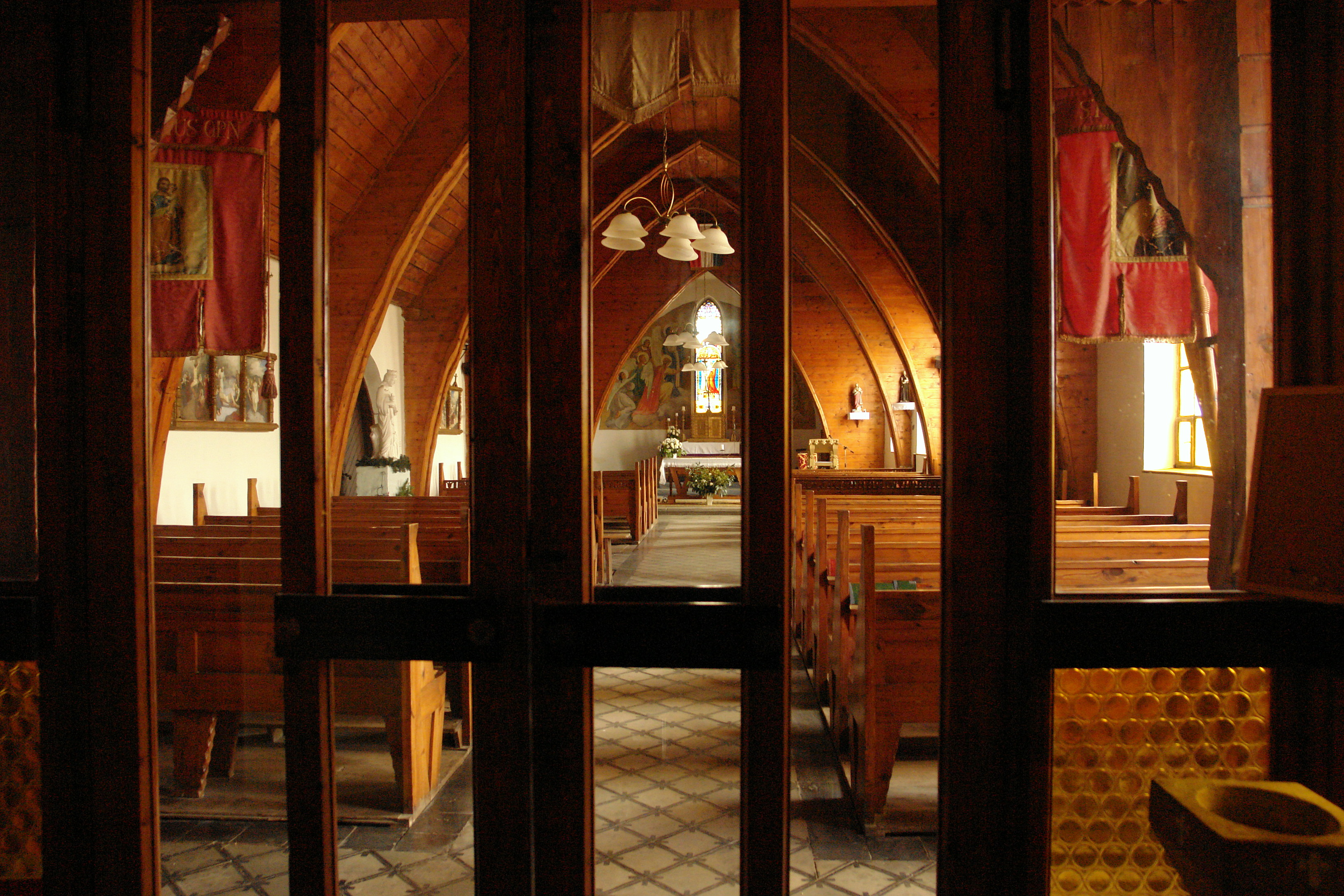
Brennbergbánya, a Bányásztemplom

## Története
1753-ban fedezték föl az erdőségekben rejtőzködő, jó minőségű szenet. A szájhagyomány szerint Rimbacher Pál birkapásztor figyelt fel – tűzrakása következményeként – a „nagy fekete, izzó kődarabokra”. Jelentése nyomán a soproni polgármester bizottsággal vizsgáltatta meg a jelenséget.
Hat év múlva – 1759-ben – az akkor Fenyvesvölgyként ismert területen nyitották meg Magyarország első szénbányáját. Ennek hírére zömében osztrák és német nemzetiségű családok telepedtek le a szép völgyben, és kötöttek munkaszerződést a szénvagyon tulajdonosával, Sopron Szabad Királyi Várossal. A bányát kiszolgáló épületek mellett hamarosan felépültek a szegényes bányászlakások is.
A bánya működésének közel két évszázada alatt mindig a város birtoka volt. Az egymást követő bérlők fejlesztései a 19. század utolsó évtizedeire az ország egyik legjelentősebb, legkorszerűbb bányájává tették. A kitermelt szenet 1869-1952 között iparvasút szállította az ágfalvai állomásra. (1893-tól normál nyomtávra átépítve üzemelt.)

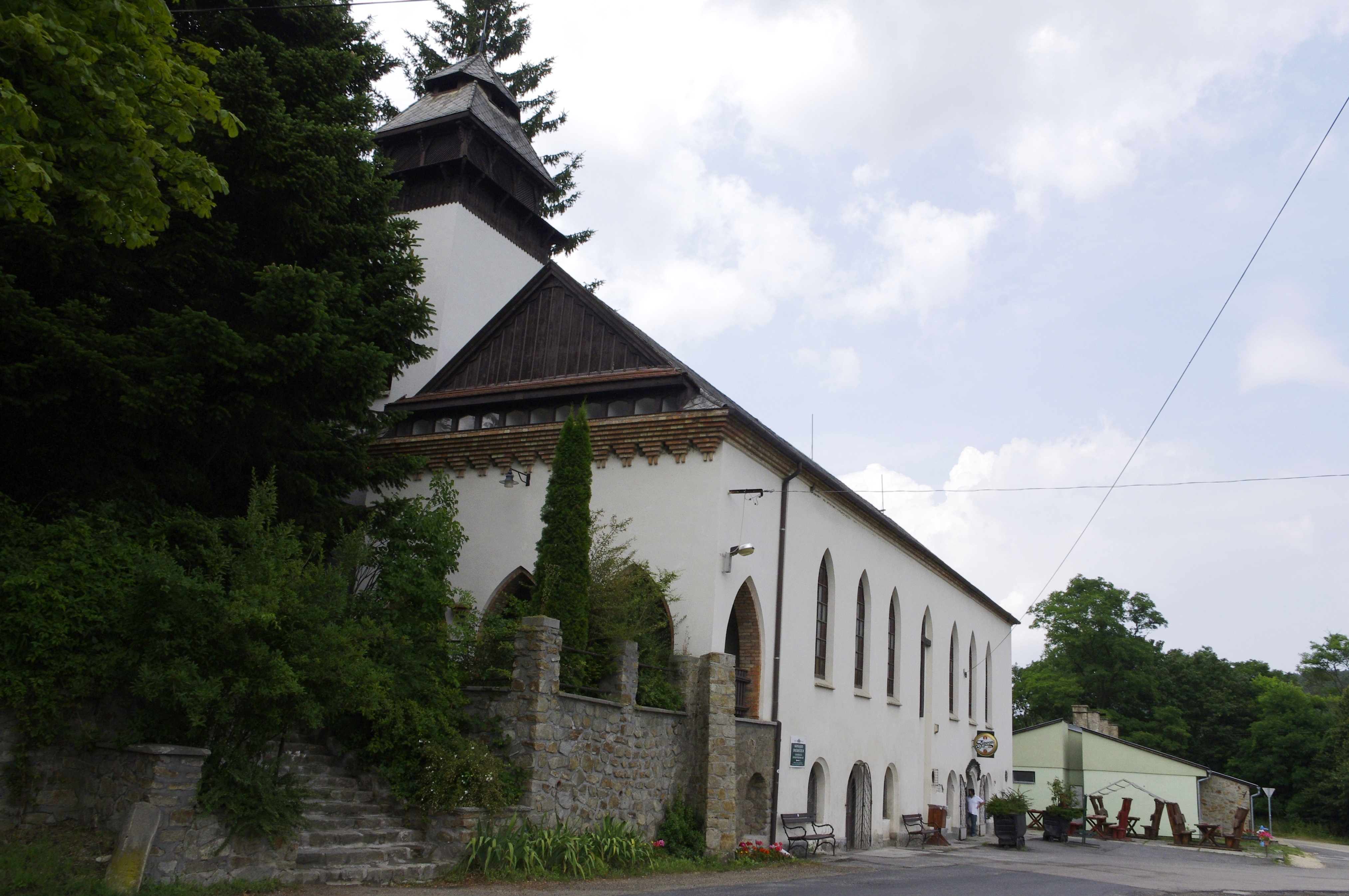
A Szent Borbála-templom, a „kocsmatemplom”

1944 végén a Vörös Hadsereg elől menekülő nyilas vezetőség ideiglenesen Brennbergbányára tette át székhelyét Farkasgyepűről, majd innen Kőszegre mentek tovább. Brennbergben a hegyoldalban kialakított bányatárószerű óvóhelyeket biztonságosnak tartották Szálasi számára. A nemzetvezető menyasszonyát, Lutz Gizellát a bánya vezető tisztviselője és neves ornitológus Breuer György szolgálati lakásában szállásolták el.
Az utolsó bányamunkások 1953 januárjában költöztek el. Ők a megelőző év őszétől a leszerelést végezték. 1956 novemberében öt napon át ismét folyt a termelés, de aztán végleges döntés született. Becher Nándor érzelemgazdag helytörténeti könyvében az alábbiakat írja a megszüntetés hatásairól:
Sajnos, 1959 decemberében véglegesen és örökre leállítják a brennbergi bányát. Amit kétszáz év alatt az itt dolgozók építettek, azt 1952-ben és 1959-ben lelkiismeretfurdalás nélkül szétrombolták. Így szűnt meg egy kétszázéves bányakultúra. Az élet szűnt meg Brennbergbányán, a sportkör, a híres dalárda, a 35 tagú bányász fúvószenekarral együtt. Egyik család a másik után költözött el. Igaz, nyugdíjazásuk után egyesek visszatértek az elcsendesedett településre, ahol most nagyon sok fejlesztenivaló lenne…

## Látnivalók

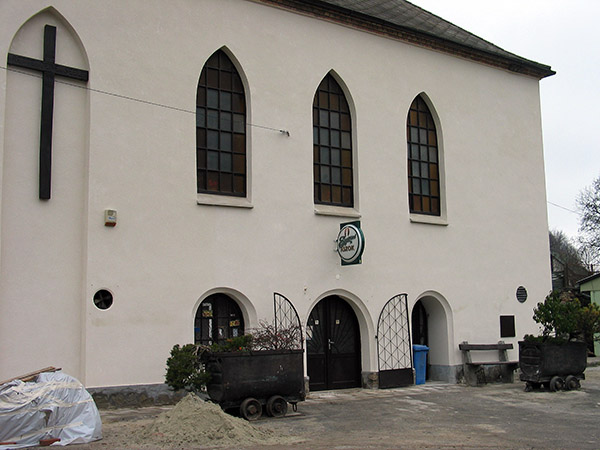
A kocsmatemplom bejárata

- Bányásztemplom (Szent Borbála-templom, kocsmatemplom)
- evangélikus harangláb
- Szent Borbála-szobor
- Bányászati Emlékmúzeum (9408 Óbrennbergi u. 14.)
- Bányásztemető